# Ñiquén
Ñiquén est une commune du Chili située dans la province de Punilla et la région de Ñuble. En 2012, la population de la commune s'élevait à 10 776 habitants. La superficie de la commune est de 493 km2 (densité de 22 hab./km2),.

## Historique
La commune est créée en 1869 à l'initiative du grand propriétaire terrien Don Gregorio San Miguel Caro qui lui donne le nom San Gregario. L'agglomération principale est Ñiquén. En 1931 la commune change de nom et adopte celui de Ñiquén afin d'éviter les confusions avec d'autres localités baptisées San Gregorio. La commune est fortement touchée par les tremblements de terre de 1939 et 2010 qui détruisent la plupart des bâtiments historiques.

## Situation
Le territoire de la commune de Ñiquén se trouve dans la vallée centrale du Chili. Il est délimité par le rio Perquilauquén au nord et par le rio Ñiquén au sud. Le chef lieu de la commune, qui compte un peu plus de 1000 habitants, San Gregorio de Ñiquén. La commune est située à 338 kilomètres à vol d'oiseau au sud-sud-ouest de la capitale Santiago et à 39 kilomètres au nord de Chillán capitale de la Région de Ñuble.

## Économie
L'activité principale est agricole. Les principales cultures sont la betterave, le riz, les haricots, le riz et le blé. La production de fruits et de légumes destinés à l'exportation s'est également développé récemment. Une tradition locale est la collecte en hiver des écrevisses d'eau douce de l'espèce Parastacus pugnax (famille des Parastacidae) qui est caractéristique de cette région du Chili.

Position de Ñiquén (en rouge) au sein de la Région du Biobío.